# Хуссейн эль-Шахат
Хуссейн эль-Шахат (араб. حسين الشحات‎; 6 сентября 1991, Каир, Египет) — египетский футболист, атакующий полузащитник клуба «Аль-Ахли» и сборной Египта.

## Клубная карьера
Эль-Шахат начал карьеру в клубе «Истерн Компани». В 2014 году Хуссейн перешёл в «Миср эль-Макаса» в составе которого он дебютировал за команду в чемпионате Египта. В начале 2018 года эль-Шахат перешёл в аравийский «Аль-Айн» на правах аренды с правом последующего выкупа. 12 января в матче против «Аль-Васл» он дебютировал в Про-лиге. В этом же поединке Хуссейн забил свой первый гол за «Аль-Айн». 3 февраля в матче против «Аджмана» он сделал хет-трик.

## Международная карьера
13 мая 2017 года в товарищеском матче против сборной Йемена он дебютировал за сборную Египта.